# آندي بيشير
أندرو غراهام بيشير (بالإنجليزية: Andrew Graham Beshear) (ولد في 29 نوفمبر عام 1977)، محامي وسياسي أمريكي يشغل منصب الحاكم الثالث والستين لولاية كنتاكي منذ عام 2019. وهو عضو في الحزب الديمقراطي، شغل منصب المدعي العام الخمسين لولاية كنتاكي من عام 2016 حتى عام 2019.
بصفته مدعيًا عامًا، رفع بشير دعوى قضائية ضد الحاكم مات بيفين عدة مرات بسبب قضايا مثل المعاشات التقاعدية، وقد هزم بيفين بمعدل أكثر من 5000 صوت في انتخابات حاكم الولاية لعام 2019. أعيد انتخاب بيشير لولاية ثانية في عام 2023 بمعدل أصوات أكبر بنسبة 5٪. اعتبارًا من عام 2024، تسلّم هو ونائبة الحاكم جاكلين كولمان، مسؤولية كونهما الديمقراطيان الوحيدان المنتخبان على مستوى الولاية في كنتاكي. ذكرت التقارير الصحفية أن بيشير كان نائبًا محتملًا لكامالا هاريس في بداية حملتها الرئاسية لعام 2024.

## مهنته في القانون
كان بشير زميلًا صيفيًا عام 2001 في شركة وايت آند كيس إل إل بي في نيويورك، وهي نفس شركة المحاماة التي بدأ فيها والده حياته المهنية في القانون. عمل بشير في وايت آند كيس في واشنطن العاصمة لمدة عامين بعد تخرجه من كلية يو في إيه للقانون. في عام 2005، تم تعيينه من قِبَل مكتب المحاماة ستيتيز آند هاربيسون، حيث كان والده شريكًا فيه. مثّل مطوري مشروع خط أنابيب بلوغراس، الذي ينقل متكثف الغاز الطبيعي عبر كنتاكي. كان المشروع مثيرًا للجدل؛ إذ أعرب النقاد عن مخاوف واعتراضات بيئية على استخدام المجال البارز لخط الأنابيب. أكد مكتب والده أنه لا يوجد تضارب في المصالح مع تمثيل ابنه للمشروع. مثّل بيشير أيضًا شركة يوفليكس الهندية، التي سعت للحصول على إعفاءات ضريبية بقيمة 20 مليون دولار من إدارة والده، ما أثار انتقادات من هيئات مراقبة الأخلاقيات بشأن تضارب محتمل في المصالح. في عام 2013، أثناء عمله في ستيتز آند هاربيسون، تم اختيار بيشير لمنصب «محامي المستهلك للعام - الولايات المتحدة الأمريكية» من قِبَل مجلة لوير مونثلي.

## المدعي العام لولاية كنتاكي

### انتخابات 2015
في نوفمبر عام 2013، أعلن بيشير ترشحه لانتخابات عام 2015 لمنصب المدعي العام لولاية كنتاكي خلفًا للديمقراطي جاك كونواي، الذي لم يتمكن من الترشح لإعادة انتخابه، بسبب تجاوزه الحد الأقصى افترة الترشح.
هزم بيشير الممثل عن الحزب الجمهوري ويتني ويسترفيلد بنسبة 50.1٪ مقابل 49.9٪ من الأصوات. بلغ الهامش حوالي 2000 صوت.

### فترة عمله في المنصب
رفع بيشير دعوى قضائية ضد الحاكم مات بيفين عدة مرات بسبب ما اعتبره إساءة في استخدام بيفين للسلطات التنفيذية خلال فترة بيشير كمدعي عام وأيضًا أثناء حملته ضد بيفين لمنصب الحاكم. فاز بيشير بعدد من القضايا وخسر أخرى. في أبريل عام 2016، رفع دعوى قضائية أخرى ضد بيفين بسبب تخفيضات ميزانيته في منتصف الدورة لنظام جامعات الولاية. أصدرت المحكمة العليا في كنتاكي حكمًا بمعدل 5-2 لصالح بيشير، وذلك بأن بيفين يفتقر إلى السلطة لإجراء تخفيضات في الميزانية في منتصف الدورة دون موافقة الجمعية العامة في كنتاكي. في عام 2016 أيضًا، انحازت المحكمة العليا في كنتاكي بالإجماع إلى بيفين عندما رفع بيشير دعوى قضائية ضده على أساس افتقاره إلى سلطة إصلاح مجلس أمناء جامعة لويزفيل. في عام 2017، رفضت المحكمة العليا في كنتاكي دعوى قضائية رفعها بيشير ضد بيفين، معتبرة أن بيفين لديه سلطة إعادة تشكيل مجالس الإدارة بشكل مؤقت أثناء خروج المجلس التشريعي من الجلسة؛ وصف بيفين دعوى بيشير بأنه «مضيعة مخزية لموارد دافعي الضرائب». في أبريل عام 2018، نجح بيشير في رفع دعوى قضائية ضد بيفين لتوقيعه على مشروع قانون مجلس الشيوخ رقم 151، وهي خطة مثيرة للجدل لإصلاح معاشات المعلمين، حيث قضت المحكمة العليا في كنتاكي بأن مشروع القانون لا يعد دستوريًا. قال بيفين بأن بيشير «لم يرفع دعوى قط نيابة عن شعب كنتاكي. بل إنه يفعل ذلك لصالح حياته السياسية».
في أكتوبر عام 2019، رفع بيشير تسع دعاوى قضائية ضد شركات الأدوية لتورطها المزعوم في تأجيج وباء المواد الأفيونية في كنتاكي.
تقدم بيشير لولاية ثانية كمدعي عام للترشح لمنصب الحاكم ضد بيفين. استقال من مكتب المدعي العام في 10 ديسمبر من عام 2019، قبل تنصيبه محافظًا في نفس اليوم. بموجب أمر تنفيذي، عيّن بيشير المدعي العام المنتخب دانيال كاميرون لقضاء ما تبقى من فترة ولايته. يعد كاميرون أول مدعي عام أمريكي من أصل أفريقي في كنتاكي، وقد ترشح دون جدوى لمنصب الحاكم ضد بيشير في عام 2023.